# Любовь по вызову
«Любовь по вызову» (англ. Good Luck to You, Leo Grande, в буквальном переводе «Удачи тебе, Лео Гранде») — художественный фильм-трагикомедия 2022 года австралийского режиссёра Софи Хайд с Эммой Томпсон и Дэрилом Маккормаком в главных ролях. Получил высокие оценки критиков.

## Сюжет
Главная героиня фильма — школьная учительница Нэнси Стоукс, недавно вышедшая на пенсию и потерявшая мужа, который был её единственным сексуальным партнёром. Она встречается с юным жиголо по имени Лео Гранде, чтобы воплотить в жизнь свои эротические фантазии. Нэнси очень смущена и не уверена в себе, но благодаря Лео ей удаётся расслабиться и начать получать удовольствие от секса. Герои встречаются снова, Лео начинает делиться с Нэнси своими семейными проблемами: выясняется, что мать от него отреклась, увидев, как он участвует в групповом сексе.
Нэнси узнаёт настоящее имя Лео. Тот обвиняет её в преследовании и требует больше его не заказывать, но позже герои встречаются снова. Нэнси благодарит Лео за обретённую уверенность в себе и признаётся, что её зовут Сьюзен. В финале они занимаются любовью, Сьюзен испытывает первый в жизни оргазм, а потом прощается с Лео. Оставшись одна, она любуется своим обнажённым телом.

## В ролях
- Эмма Томпсон — Нэнси Стоукс
- Дэрил Маккормак — Лео Гранде
- Изабелла Лафлэнд — Бекки
- Шарлотта Уэр — официантка
- Карина Лопес — официантка

## Создание и оценки
Работа над фильмом началась в октябре 2020 года. Режиссёром проекта стала австралийка Софи Хайд, главные роли получили британка Эмма Томпсон и ирландец Дэрил МакКормак. Съёмки проходили в Лондоне и Норидже (английское графство Норфолк) в марте-апреле 2021 года. Томпсон рассказала в одном из интервью, что ей тяжелее всего далась сцена, в которой её героиня смотрит на отражение в зеркале своего обнажённого тела и остаётся довольна увиденным.
Премьера фильма состоялась 22 января 2022 года на кинофестивале «Сандэнс», 12 февраля «Любовь по вызову» показали на 72-м Берлинском кинофестивале. 17 июня картина вышла в британский театральный прокат и появилась на Hulu в США, 18 августа вышла в театральный прокат в Австралии.
На сайте-агрегаторе рецензий Rotten Tomatoes фильм получил рейтинг 93 % со средней оценкой 7,8 из 10, на сайте Metacritic — 78 баллов из 100, что указывает на «в целом положительные отзывы». Лиза Кеннеди из The New York Times описала «Любовь по вызову» как «терпкое и нежное исследование секса и интимности, динамики власти и человеческих взаимоотношений», в котором Томпсон «потрясающе ловко справляется с пикантными моментами и откровениями сценария», а Маккормак «с изяществом балансирует между остроумием, состраданием и уязвимостью». В обзоре для RogerEbert.com картину высоко оценила Шейла О’Мэлли. «Это облегчение, — написала она, — видеть фильм, настолько откровенно рассказывающий о сексе и настолько открытый к его сложностям»; рецензентка отметила к тому же непредвзятое отношение авторов картины к секс-бизнесу. Чонси К. Робинсон в рецензии для People’s World подчеркнула, что фильм разрушает миф о женщинах, с определённого возраста прекращающих жить ради себя.